# From Here We Go Sublime
From Here We Go Sublime è il primo album in studio del musicista svedese The Field, pubblicato il 26 marzo 2007 dall'etichetta tedesca Kompakt.
Improntato sull'elettronica minimale, il disco ha goduto di larghissimo consenso di critica, raccogliendo su Metacritic la prima posizione tra gli album dell'anno più apprezzati dalle diverse riviste del settore.

## Tracce
1. Over the Ice – 6:56
2. A Paw in My Face – 5:24
3. Good Things End – 6:08
4. The Little Heart Beats So Fast – 5:25
5. Everday – 6:59
6. Silent – 7:35
7. The Deal – 10:03
8. Sun & Ice – 6:34
9. Mobilia – 6:28
10. From Here We Go Sublime – 4:09